# Alfa Romeo 179
Alfa Romeo 179 byl vůz Formule 1, který používal (v různých variantách) tým Alfa Romeo v letech 1979 až 1982. Vůz 179 debutoval při Grand Prix Itálie 1979, kde nahradil Alfu Romeo 177 s plochým dvanáctiválcem. Během své životnosti vzniklo mnoho verzí a verze 179D byla naposledy použita při Grand Prix Jihoafrické republiky 1982.
Alfa Romeo najala pro sezónu 1980 Francouze Patricka Depaillera, který měl dobrou pověst jako testovací a vývojový řidič, což se ukázalo jako neocenitelné pro konkurenceschopnost vozu 179. Na prvních závodech sezóny v Argentině a Brazílii nebyl vůz zdaleka konkurenceschopný. Depailler a jeho týmový kolega Bruno Giacomelli se do obou závodů kvalifikovali na konci startovního roštu, i přesto však Giacomelli skončil v Argentině pátý. Ale o měsíc později v Jihoafrické republice se vůz ukázal být mnohem lepším a Depailler se kvalifikoval na 6. místě a o další 4 týdny později při závodě na západě USA se Alfa ještě zlepšila a Depailler kvalifikoval svůj vůz na 3. místo na startovním roštu, zatímco Giacomelli se kvalifikoval šestý. Ačkoli Alfa Romeo v této sezóně nevyhrála žádný závod z velké části kvůli velké nespolehlivosti, často byla na předních příčkách, ačkoli sezónu týmu pokazila smrt Depaillera při testování na Hockenheimringu v Německu, když havaroval kvůli poruše zavěšení, které jeho vůz poslalo do bariéry a způsobilo mu smrtelné zranění hlavy, když se vozidlo převrátilo a klouzalo podél horní části ochranných svodidel několik set stop, než se převrátilo zpět na kola a bylo vymrštěno do stromů. Giacomelli o týden později statečně závodil v Německu a skončil pátý. Tým zakončil sezónu pozitivně, Depallierovo testování nepřišlo nazmar, když Giacomelli při posledním závodě sezóny v USA dostal svou Alfu na pole position a většinu závodu vedl, dokud ho porucha nevyřadila.

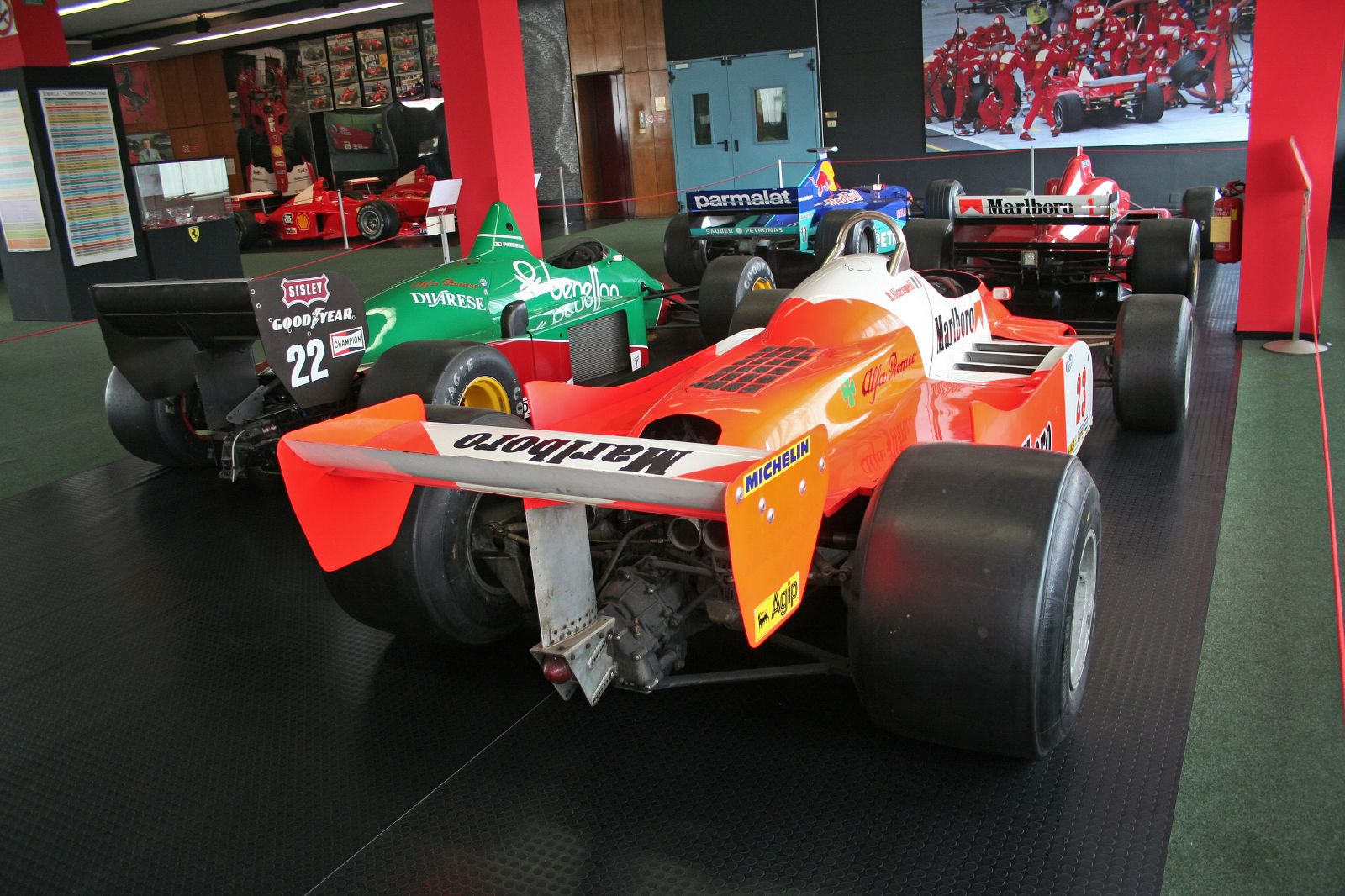
Zadní pohled na vůz 179B (1981) v Turínském automobilovém muzeu.

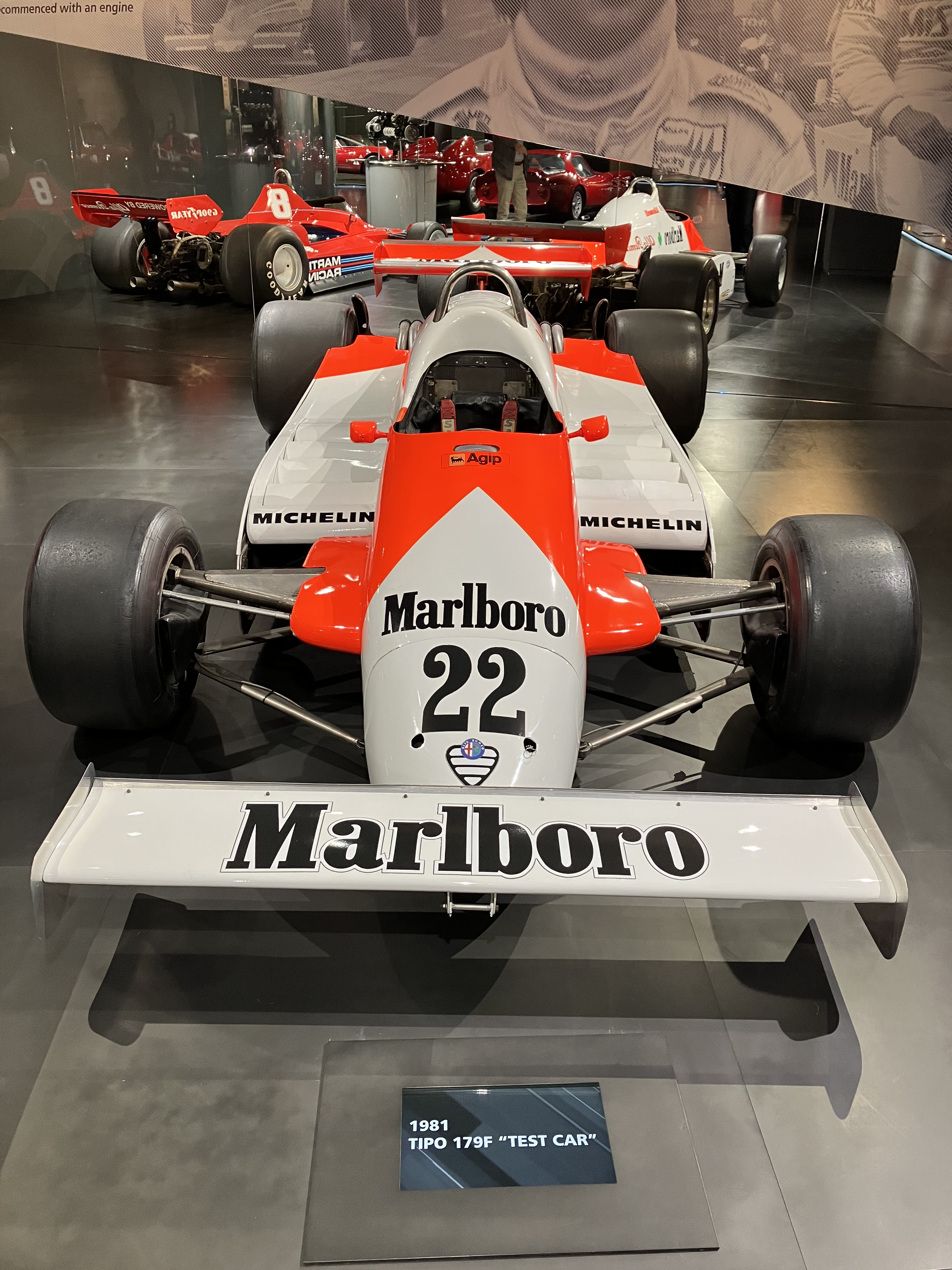
Přední část testovacího vozu 179F.

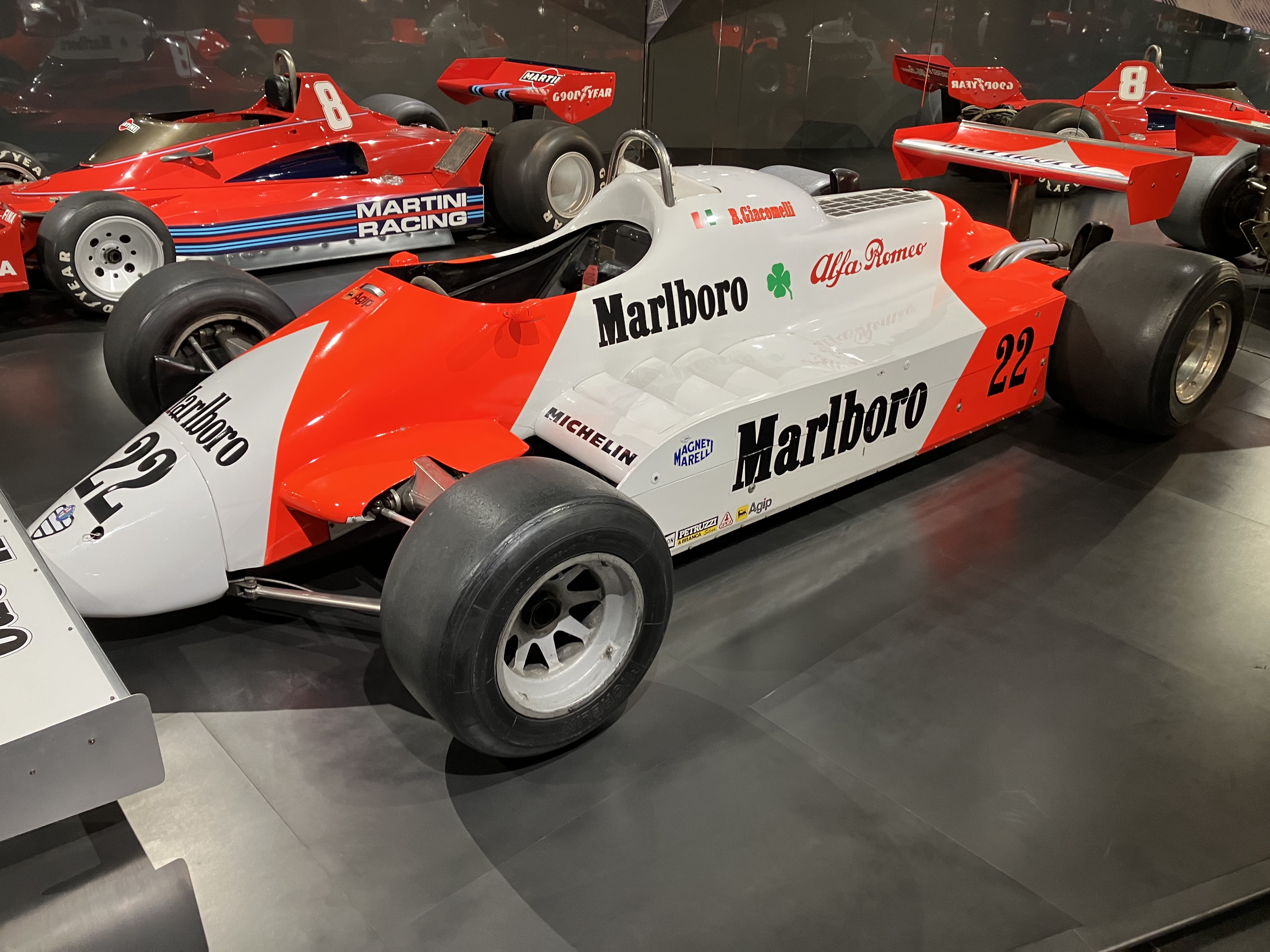
Testovací vůz 179F v muzeu Alfy Romeo.

Na začátku sezóny 1981 byly vozy 179 vybaveny nastavitelnými tlumiči a označeny jako 179C. Nižší 179D byl další evolucí a finální verze, která závodila a byla plně uhlíková 179F.
Existovala také testovací mula tohoto vozu s motorem V8, 179T v roce 1982, která byla použita k testování nového přeplňovaného motoru 1,5 l s turbem.
Nejlepšími úspěchy vozu 179 byly pole position Bruna Giacomelliho při Grand Prix USA 1980 a 3. místo při Grand Prix Caesars Palace 1981. Vůz získal 14 bodů z 61 závodů.

## Nemistrovské závody
Po sezóně 1980 vstoupila Alfa do nemistrovské Grand Prix Austrálie 1980 na okruhu Calder Park Raceway v Melbourne s jedním ze svých vozů 179 s Giacomellim z volantem. Závod toho roku byl otevřen pro vozy Formule 1, Formule 5000 a Formule Pacific. S Alfou nastoupil také Williams-Ford z roku 1980 s mistrem světa Australanem Alanem Jonesem za volantem. Jednalo se jediné dva vozy Formule 1 v závodě. Majitel okruhu Calder a promotér závodu Bob Jane pozval tovární tým Alfa v naději, že přiláká diváky z velké italské komunity v Melbourne. Giacomelli se kvalifikoval jako druhý za Jonesem a poté, co ukázal překvapivou rychlost a v průběhu závodu převzal vedení od Jonese, nakonec dokončil závod s kolovou ztrátou za Williamsem na druhém místě.
Varianty:
| Model           | Počet Grand Prix | Sezóny    | První závod               | Poslední závod                        |
| --------------- | ---------------- | --------- | ------------------------- | ------------------------------------- |
| Alfa Romeo 179  | 30               | 1979–1980 | Grand Prix Itálie 1979    | Grand Prix USA 1980                   |
| Alfa Romeo 179B | 2                | 1981      | Grand Prix Rakouska 1981  | Grand Prix Nizozemska 1981            |
| Alfa Romeo 179C | 24               | 1981      | Grand Prix USA Západ 1981 | Grand Prix Caesars Palace 1981        |
| Alfa Romeo 179D | 6                | 1981–1982 | Grand Prix Rakouska 1981  | Grand Prix Jihoafrické republiky 1982 |

## Kompletní výsledky ve Formuli 1
| Legenda k tabulce | Legenda k tabulce                                                                       |
| Barva             | Výsledek                                                                                |
| ----------------- | --------------------------------------------------------------------------------------- |
| Zlatá             | Vítěz                                                                                   |
| Stříbrná          | 2. místo                                                                                |
| Bronzová          | 3. místo                                                                                |
| Zelená            | Bodované umístění                                                                       |
| Modrá             | Nebodované umístění                                                                     |
| Modrá             | Dokončil neklasifikován (NC)                                                            |
| Fialová           | Odstoupil (Ret)                                                                         |
| Červená           | Nekvalifikoval se (DNQ)                                                                 |
| Červená           | Nepředkvalifikoval se (DNPQ)                                                            |
| Černá             | Diskvalifikován (DSQ)                                                                   |
| Bílá              | Nestartoval (DNS)                                                                       |
| Bílá              | Závod zrušen (C)                                                                        |
| Světle modrá      | Pouze trénoval (PO)                                                                     |
| Světle modrá      | Páteční testovací jezdec (TD)                                                           |
| Bez barvy         | Netrénoval (DNP)                                                                        |
| Bez barvy         | Vyřazen (EX)                                                                            |
| Bez barvy         | Nepřijel (DNA)                                                                          |
| Bez barvy         | Odvolal účast (WD)                                                                      |
| Bez barvy         | Nezúčastnil se (prázdné)                                                                |
| Označení          | Význam                                                                                  |
| Tučnost           | Pole position                                                                           |
| Kurzíva           | Nejrychlejší kolo                                                                       |
| †                 | Jezdec nedojel do cíle, ale byl klasifikován, protože odjel více než 90 % délky závodu. |
| ‡                 | Byl udělován poloviční počet bodů, protože bylo odjeto méně než 75 % délky závodu.      |
| Horní index       | Umístění bodujících jezdců ve sprintu                                                   |

| Rok  | Tým                      | Varianta  | Motor               | Pneumatiky | Jezdci             | 1   | 2   | 3   | 4   | 5   | 6   | 7   | 8   | 9   | 10  | 11  | 12  | 13  | 14  | 15  | 16  | Body | Umístění  |
| ---- | ------------------------ | --------- | ------------------- | ---------- | ------------------ | --- | --- | --- | --- | --- | --- | --- | --- | --- | --- | --- | --- | --- | --- | --- | --- | ---- | --------- |
| 1979 | Autodelta                | 179       | Alfa Romeo 1260 V12 | G          |                    | ARG | BRA | RSA | USW | ESP | BEL | MON | FRA | GBR | GER | AUT | NED | ITA | CAN | USA |     | 0    | 13. místo |
| 1979 | Autodelta                | 179       | Alfa Romeo 1260 V12 | G          | Bruno Giacomelli   |     |     |     |     |     |     |     |     |     |     |     |     | Ret | DNA | Ret |     | 0    | 13. místo |
| 1979 | Autodelta                | 179       | Alfa Romeo 1260 V12 | G          | Vittorio Brambilla |     |     |     |     |     |     |     |     |     |     |     |     |     | Ret | DNQ |     | 0    | 13. místo |
| 1980 | Marlboro Team Alfa Romeo | 179       | Alfa Romeo 1260 V12 | G          |                    | ARG | BRA | RSA | USW | BEL | MON | FRA | GBR | GER | AUT | NED | ITA | CAN | USA |     |     | 4    | 11. místo |
| 1980 | Marlboro Team Alfa Romeo | 179       | Alfa Romeo 1260 V12 | G          | Bruno Giacomelli   | 5   | 13  | Ret | Ret | Ret | Ret | Ret | Ret | 5   | Ret | Ret | Ret | Ret | Ret |     |     | 4    | 11. místo |
| 1980 | Marlboro Team Alfa Romeo | 179       | Alfa Romeo 1260 V12 | G          | Patrick Depailler  | Ret | Ret | NC  | Ret | Ret | Ret | Ret | Ret |     |     |     |     |     |     |     |     | 4    | 11. místo |
| 1980 | Marlboro Team Alfa Romeo | 179       | Alfa Romeo 1260 V12 | G          | Vittorio Brambilla |     |     |     |     |     |     |     |     |     | DNA | Ret | Ret |     |     |     |     | 4    | 11. místo |
| 1980 | Marlboro Team Alfa Romeo | 179       | Alfa Romeo 1260 V12 | G          | Andrea de Cesaris  |     |     |     |     |     |     |     |     |     |     |     |     | Ret | Ret |     |     | 4    | 11. místo |
| 1981 | Marlboro Team Alfa Romeo | 179C 179D | Alfa Romeo 1260 V12 | M          |                    | USW | BRA | ARG | SMR | BEL | MON | ESP | FRA | GBR | GER | AUT | NED | ITA | CAN | CPL |     | 10   | 9. místo  |
| 1981 | Marlboro Team Alfa Romeo | 179C 179D | Alfa Romeo 1260 V12 | M          | Mario Andretti     | 4   | Ret | 8   | Ret | 10  | Ret | 8   | 8   | Ret | 9   | Ret | Ret | Ret | 7   | Ret |     | 10   | 9. místo  |
| 1981 | Marlboro Team Alfa Romeo | 179C 179D | Alfa Romeo 1260 V12 | M          | Bruno Giacomelli   | Ret | NC  | 10  | Ret | 9   | Ret | 10  | 15  | Ret | 15  | Ret | Ret | 8   | 4   | 3   |     | 10   | 9. místo  |
| 1982 | Marlboro Team Alfa Romeo | 179D      | Alfa Romeo 1260 V12 | M          |                    | RSA | BRA | USW | SMR | BEL | MON | DET | CAN | NED | GBR | FRA | GER | AUT | SUI | ITA | CPL | 7    | 10. místo |
| 1982 | Marlboro Team Alfa Romeo | 179D      | Alfa Romeo 1260 V12 | M          | Andrea de Cesaris  | 13  |     |     |     |     |     |     |     |     |     |     |     |     |     |     |     | 7    | 10. místo |
| 1982 | Marlboro Team Alfa Romeo | 179D      | Alfa Romeo 1260 V12 | M          | Bruno Giacomelli   | 11  |     |     |     |     |     |     |     |     |     |     |     |     |     |     |     | 7    | 10. místo |